# Soils of Fate
A Soils of Fate egy svéd death metal együttes. 1995-ben alakult Stockholmban. Hangzásvilágban a "slam death metal" stílusra hajaznak, mély hörgésük és gyors zenéjük miatt, illetve a műfaj kiváló képviselői közé sorolják őket. Henrik Crantz és Magnus Lindvall alapították.

## Tagok
- Henrik Crantz - ének, basszusgitár (1995-)
- Magnus Lindvall - gitár (1995-)
- Cloffe Caspersson - basszusgitár (2009-)
- Fredrik Widigs - dob (2007-)

## Korábbi tagok
- Joakim Friedman - dob (1998-2001)
- Nicklas Karlsson - dob (1995-1997)
- Henrik Kolbjer - gitár (1996-1998)

## Diszkográfia
- Pain...Has a Face (demó, 1997)
- Blood Serology (demó, 1998)
- Sandstorm (album, 2001)
- Crime Syndicate (album, 2003)
- Thin the Herd (album, 2014)